# Cece Giannotti
Cece Giannotti (* 1964) je kanadský zpěvák a kytarista italského původu. Narodil se v Montréalu. Roku 1979 založil společně s baskytaristkou Rhondou Smith kvartet Uptown Magic. V polovině pösmdesátých let působil v kapelách Ardea a Rhythm Method. Rovněž působil jako hudební producent (produkoval například nahrávky australské zpěvačky Tracy Barry). Koncem osmdesátých let založil vlastní kapelu Cece and it Never Rains. Počínaje rokem 1992 žil v Barceloně. V roce 1995 hrál v písni „Pasodoble Mortal“ z alba Antártida velšského hudebníka a skladatele Johna Calea (jde o soundtrack ke stejnojmennému filmu). Rovněž hrál v nahrávce ústřední písně filmu Atolladero, kterou nazpíval Iggy Pop. Dále spolupracoval například s Alexem Warnerem a řadou dalších. Rovněž nahrával vlastní alba.